# Club Sportivo Luqueño
Vous pouvez aider à l'améliorer ou bien discuter des problèmes sur sa page de discussion.
Maillots
Actualités
Le Club Sportivo Luqueño est un club paraguayen de football basé à Luque. Il joue au stade Feliciano Cáceres; avec une capacité totale de 27 000 spectateurs, situé en plein centre de la ville.
Il a été fondé le 1er mai 1921 avec la fusion de trois clubs distingués de la même ville (Athlétique Mars, El Vencedor et Général Aquino), tous les rivaux amers.
Son activité principale est le football professionnel, en participant à la première division du Paraguay, catégorie dans laquelle il a gagné jusqu'à présent 3 titres officiels absolus et 6 vicechampionhips.

## Histoire
A Luque, le 17 septembre 1904 fut fondé le club "Atlético Marte", fondé en 1907 "El Vencedor", et plus tard "Gral Aquino", tous rivaux jusqu'au 1er mai 1921. Luqueña sports, dans un exemple de grandeur, a orné la ville entière pour fusionner en un seul club, qui depuis lors est la poussée du cœur, l'âme même de la ville "Le Club Sportivo Luqueño". Le premier président du club était Celestino Agüero et le capitaine général était Feliciano Cáceres.
En rejoignant ces entités, chacun a contribué quelque chose : Athletic Mars a contribué à la mise en place du premier président, le général Aquino: tous les trophées et les moyens économiques, le Victor: mettre les couleurs Bleu et Jaune, qui au fil du temps est devenu les tons emblématiques de la ville de Luque.

## Palmarès
- Championnat du Paraguay :
  - Champion (2) : 1951,1953, 2007
- Plaqueta Millington Drake : 1953

## Équipement
| Período     | Proveedor      |
| ----------- | -------------- |
| 1982        | Le Coq Sportif |
| 1984 - 1988 | Textil Parana  |
| 1989 - 1992 | Puma           |
| 1993        | Le Coq Sportif |
| 1994-1995   | Puma           |
| 1996 - 1997 | Lotto Sport    |
| 1998 - 1999 | Puma           |
| 2000 - 2001 | Topper         |
| 2002 - 2005 | Puma           |
| 2006        | Lotto Sport    |
| 2007 - 2019 | Puma           |
| 2020        | Lotto Sports   |
| 2021        | Kyros          |

## Historique du logo
Depuis la naissance du club il y a eu différents modèles et versions du bouclier, mais toujours bleu et jaune. La date actuelle de l'année 2010. Elle représente l'union des trois clubs avec trois étoiles dorées, sous l'acronyme CSL. La composition entière est encadrée dans une bordure dorée.

1921
1990

## Participations internationales

### Tournois officiels
- Copa Libertadores de América (3):  1976,  1984 et  2008[2].

- Copa Conmebol (2):  1993 et  1997[2].

- Copa Sudamericana (4):  2015,  2016,  2017, 2018, 2019.               Demi-finales : 2015

## Joueurs
- Aurelio Gonzalez
- Silvio Parodi
- Julio Cesar Romero
- Jose Luis Chilavert
- Francisco Esteche
- Pablo Aguilar
- Nicolás Orsini